# 골목의 끝
"골목의 끝"(The End Of An Alley)은 한국에서 제작된 홍원찬 감독의 2004년 드라마 영화이다. 이호성 등이 주연으로 출연하였다.

## 출연

### 주연
- 이호성
- 홍인표
- 강효열

## 기타
- 조명: 최광선
- 녹음: 이지윤
- 믹싱: 이인아
- 미술: 강민수